# Hellsau
Hellsau ist eine politische Gemeinde im Verwaltungskreis Emmental des Schweizer Kantons Bern.

## Geographie
Hellsau liegt auf 478 m ü. M., 6 km südwestlich von Herzogenbuchsee und 10 km nördlich der Stadt Burgdorf (Luftlinie). Das Bauerndorf erstreckt sich leicht erhöht am Nordfuss des Grossholzes im Tal des Chrümelbachs, östlich der Schwemmebene der Emme, im Schweizer Mittelland.
Die Fläche des 1,5 km² grossen Gemeindegebiets umfasst einen Abschnitt der vom eiszeitlichen Rhonegletscher überformten Molassehöhen östlich der Emmeebene im Berner Mittelland. Die nördliche Grenze verläuft entlang dem kanalisierten Chrümelbach, einem rechten Seitenbach der Ösch. Von hier erstreckt sich der Gemeindeboden südwärts über die flache Talniederung und den Hang von Hellsau bis auf das Grossholz, auf dem mit 571 m ü. M. die höchste Erhebung von Hellsau erreicht wird. In diese Molassehöhe ist das kurze Erosionstälchen des Dorfbachs eingetieft. Von der Gemeindefläche entfielen 1997 8 % auf Siedlungen, 24 % auf Wald und Gehölze und 68 % auf Landwirtschaft.
Zu Hellsau gehören die beiden Aussensiedlungen Mösli (470 m ü. M.) westlich und Freienhof (480 m ü. M.) östlich des Dorfes, beide am Nordfuss des Grossholzes gelegen. Nachbargemeinden von Hellsau sind Seeberg, Alchenstorf und Höchstetten im Kanton Bern sowie Drei Höfe im Kanton Solothurn.

## Bevölkerung
Mit 209 Einwohnern (Stand 31. Dezember 2023) gehört Hellsau zu den kleinsten Gemeinden des Kantons Bern. Im Jahr 2000 waren von den Bewohnern 97,9 % deutschsprachig, 0,5 % französischsprachig, und 0,5 % sprachen Niederländisch. Die Bevölkerungszahl von Hellsau belief sich 1850 auf 216 Einwohner, 1900 auf 210 Einwohner. Im Verlauf des 20. Jahrhunderts nahm die Bevölkerung durch starke Abwanderung bis 1970 um fast 35 % auf 138 Personen ab. Seither wurde wieder eine leichte Bevölkerungszunahme verzeichnet.

## Politik
Hellsau wird im Wahlarchiv des Kantons Bern gemeinsam mit seiner Nachbargemeinde Höchstetten BE erfasst.
Die Stimmenanteile der Parteien anlässlich der Nationalratswahl 2023 betrugen: SVP 62,6 % (+1,9 %), Mitte 8,9 % (−2,0 %), FDP 5,0 % (+1,3 %), glp 3,8 % (−1,0 %), SP 3,1 % (+5,6 %), GPS 3,1 % (−2,0 %), EVP 0,9 % (−0,5 %).

## Wirtschaft
Hellsau war bis in die zweite Hälfte des 20. Jahrhunderts ein vorwiegend durch die Landwirtschaft geprägtes Dorf. Noch heute haben der Ackerbau, der Obstbau sowie die Viehzucht einen gewissen Stellenwert in der Erwerbsstruktur der Bevölkerung. Weitere Arbeitsplätze sind im lokalen Kleingewerbe und im Dienstleistungssektor vorhanden. Im Mösli befindet sich seit 1820 das Schulhaus der Gemeinden Hellsau und Höchstetten; ein Neubau wurde 1976 errichtet. In den letzten Jahrzehnten hat sich das Dorf zu einer Wohngemeinde entwickelt. Viele Erwerbstätige sind deshalb Wegpendler, die hauptsächlich in der Region Langenthal-Herzogenbuchsee und im Raum Solothurn arbeiten.

## Verkehr
Die Gemeinde liegt an der Hauptstrasse 1 von Bern nach Zürich. Der nächste Anschluss an die Autobahn A1 (Bern–Zürich) befindet sich rund 7 km vom Ortskern entfernt. Abgesehen vom Nachtbus M12 von Bern nach Langenthal bzw. Wangen an der Aare in den Nächten vom Freitag auf den Samstag und vom Samstag auf den Sonntag besitzt Hellsau keine Anbindung an das Netz des öffentlichen Verkehrs.

## Geschichte
Auf dem Gemeindegebiet wurden Gräber aus dem Frühmittelalter gefunden. Die erste urkundliche Erwähnung des Ortes erfolgte 1275 unter dem Namen Hellesowe. Später erschienen die Bezeichnungen Heilsow (1353), Hellsowa (1377), Helsauw (1724) und Hellsau (1838). Der Ortsname geht auf den althochdeutschen Personennamen Heilo oder Hello zurück und bedeutet so viel wie dem Heilo/Hello gehörende Au.
Seit dem Mittelalter gehörte Hellsau zur Herrschaft Koppigen. Nachdem die Herren von Koppigen im 14. Jahrhundert ausgestorben waren, gelangte Hellsau an die Herrschaft Thorberg und 1397 an die Kartause Thorberg. Von 1275 bis zur Zeit der Reformation besass die Ortschaft eine Kirche; seither ist es der Pfarrei Koppigen unterstellt. Im Jahr 1528 kam das Dorf unter Berner Herrschaft und wurde der Landvogtei Wangen und dem Gerichtskreis Koppigen zugeordnet.
Nach dem Zusammenbruch des Ancien Régime (1798) gehörte Hellsau während der Helvetik zum Distrikt Wangen und ab 1803 zum Oberamt Burgdorf, das mit der neuen Kantonsverfassung von 1831 den Status eines Amtsbezirks erhielt. Von 1943 bis 1948 wurde die ehemals sumpfige Talniederung des Chrümelbachs einer Melioration unterzogen und neues Kulturland gewonnen.

## Bilder

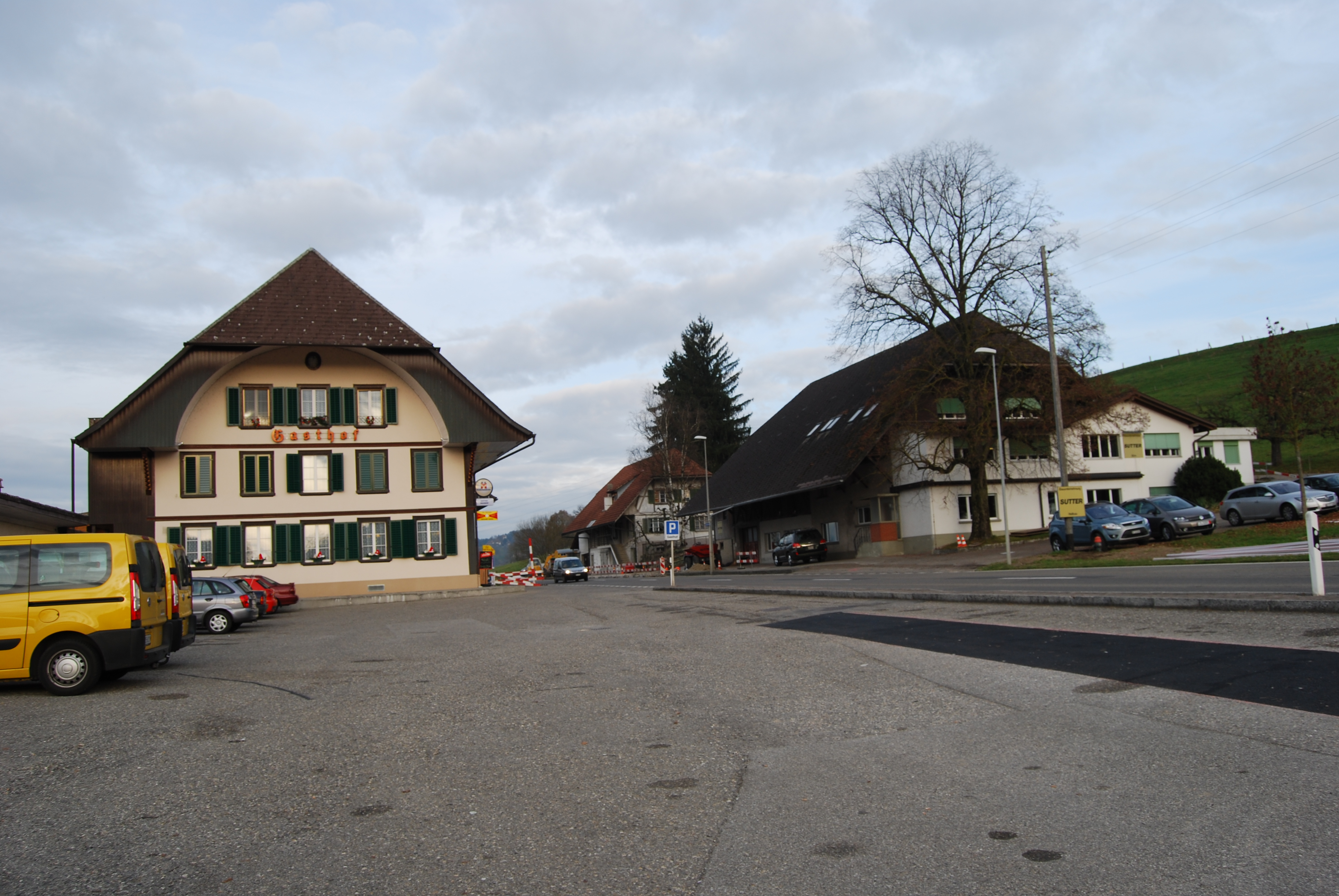
Freienhof
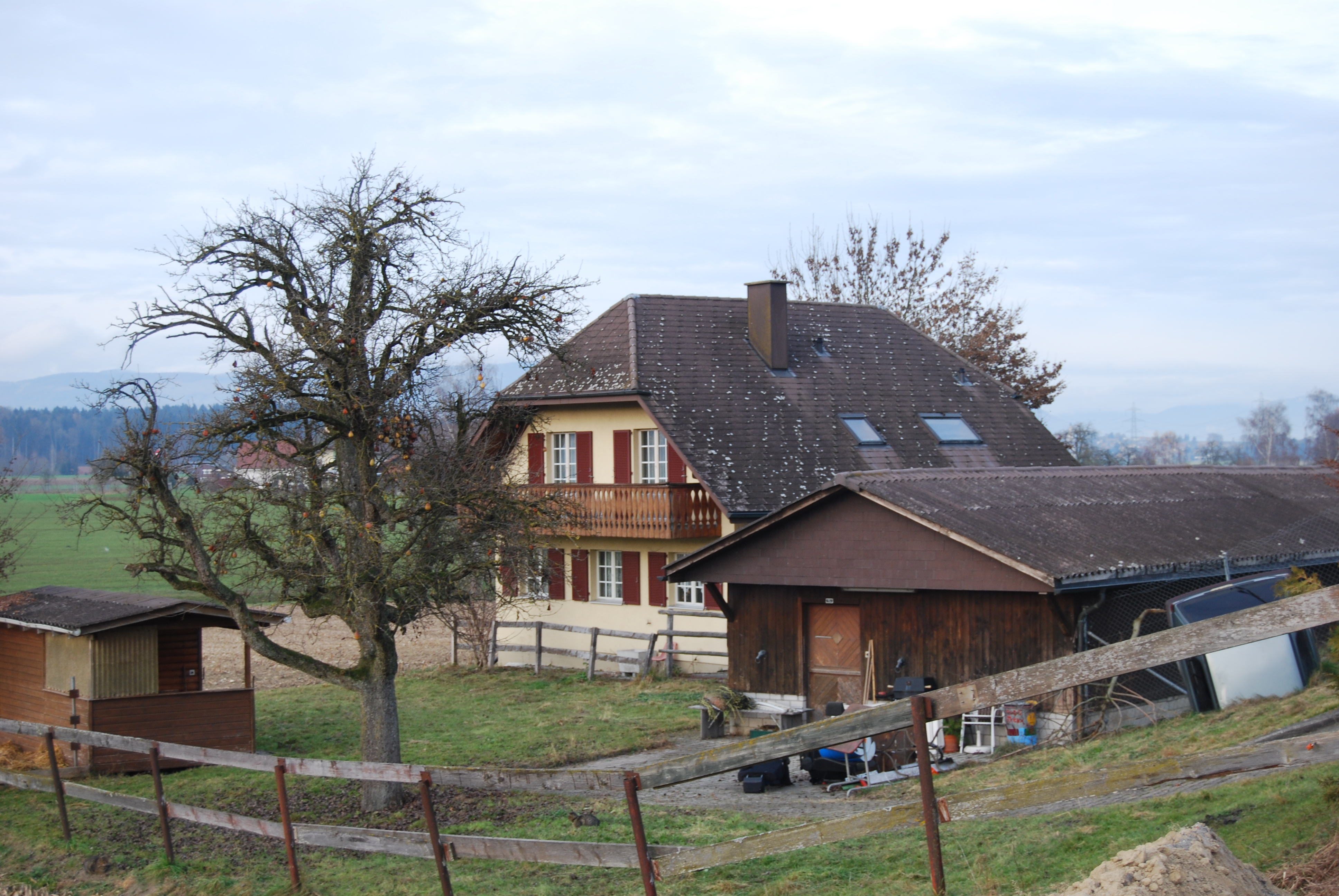
Wohnhaus in Freienhof, Hellsau
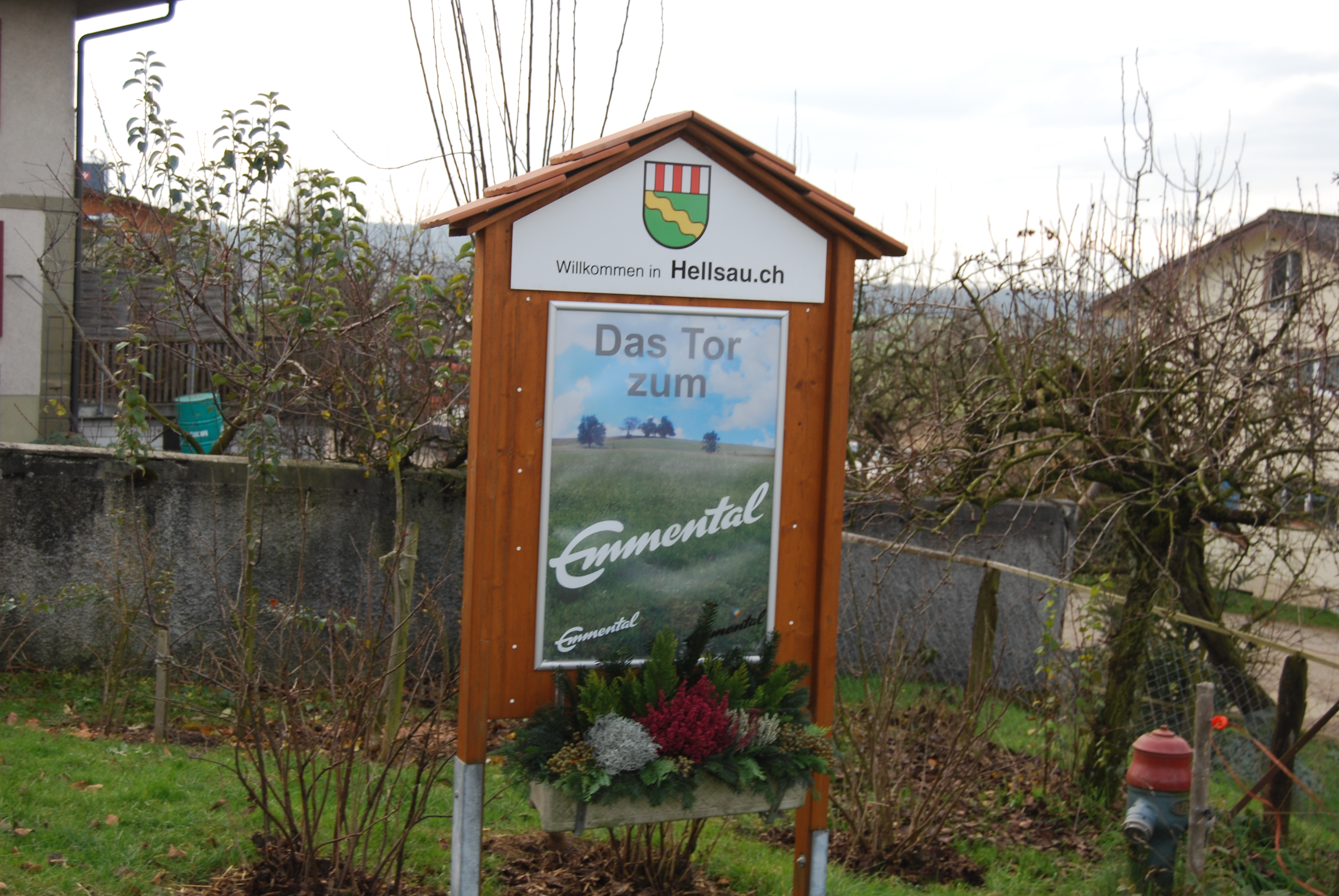
Willkommenstafel am Ortseingang